# Megalastrum kallooii
Megalastrum kallooii là một loài thực vật có mạch trong họ Dryopteridaceae. Loài này được (Jermy & T.G. Walker) A.R. Sm. & R.C. Moran miêu tả khoa học đầu tiên năm 1987.